# آگوستو آگیره
آگوستو آگیره (انگلیسی: Augusto Aguirre؛ زادهٔ ۲ اوت ۱۹۹۹) بازیکن فوتبال اهل آرژانتین است.
از باشگاه‌هایی که در آن بازی کرده است می‌توان به باشگاه فوتبال ریور پلاته اشاره کرد.